# Sister Ray
Pour les articles homonymes, voir Sister Ray.
Pistes de White Light/White Heat
I Heard Her Call My Name
Sister Ray est le nom d'une chanson du groupe The Velvet Underground.
Composée par les quatre membres du groupe pour l'album White Light/White Heat sorti en 1968, Sister Ray est une des chansons les plus connues du Velvet, légendaire par ses 17 minutes de guitare saturée. La rumeur prétendit qu'elle devait son titre au surnom donné par Lou Reed à sa seringue. Or Reed a déclaré que ce morceau avait été composé pour donner un équivalent dans le domaine du rock au free jazz d'Ornette Coleman.
La chanson décrit une sorte d'orgie, avec des prostitués, des marins et des travestis, tout le monde s'injectent des drogues dures (Lou Reed a déjà dit que « Sister Ray » serait un dealer d'héroïne travesti). Durant l'orgie, un des hommes se fait tuer et personne ne réagit, et quand la police arrive tout le monde est défoncé. La chanson fait aussi explicitement référence au sexe oral et aux amphétamines ce qui en fait une des chansons les plus controversées même pour le Velvet Underground.
Le rock-critic Lester Bangs aurait commencé sa carrière après avoir été rendu fou d'excitation par l'écoute du morceau, au point de casser une armoire.
Le morceau a été enregistré en une seule prise en totale improvisation ; laissant sa basse, Cale joue de l'orgue. Le groupe, bénéficiant d'un sponsoring des amplis Vox, utilise les pédales de distorsion pour obtenir ce son saturé très bruitiste.

## Musiciens
- Lou Reed - voix, guitare
- John Cale - orgue Vox Continental
- Sterling Morrison - guitare Fender Stratocaster
- Maureen Tucker - percussions

## Reprises
De nombreux groupes ont repris Sister Ray pour rendre hommage à leur groupe fétiche, par exemple :
- Buzzcocks, réunis sur une petite annonce déclarant « Recherche musiciens pour reprendre Sister Ray du Velvet Underground » ;
- Suicide qui produit une version encore plus radicale que l'original ;
- Joy Division dont la version live du morceau apparait sur la compilation Still ;
- New Order au cours de leur concert au Glastonbury Festival de 1987 que l'on retrouve sur BBC Radio 1 Live in Concert ;
- The Sisters of Mercy ;
- Docteur Mix & The Remix (ex Métal Urbain).